# هایاشی ناریناگا
هایاشی ناریناگا (به ژاپنی: 林 就長 Hayashi Narinaga)؛ ۱۵۱۷ – ۱۹ ژوئیه ۱۶۰۵ (سن ۸۷ یا ۸۸) یک سامورایی و ملازم خاندان موری در دوره سنگوکو اهل ژاپن بود.